# 山岡町立山岡東中学校
山岡町立山岡東中学校（やまおかちょうりつ　やまおかひがしちゅうがっこう）は、かつて岐阜県恵那郡山岡町（現・恵那市）に存在した公立中学校。

## 概要
- 恵那郡山岡町の東部（旧・遠山村）が校区であった。1958年山岡西中学校と統合し、山岡町立山岡中学校の新設により廃校。

## 沿革
- 1947年（昭和22年）4月1日 - 恵那郡遠山村に遠山村立遠山中学校として開校。校舎は遠山村立遠山小学校の校舎（1919年完成）を使用。
- 1955年（昭和30年）3月1日 - 遠山村と鶴岡村が合併し、山岡町が発足。同時に山岡町立山岡東中学校に改称する。
- 1958年（昭和33年）3月 - 山岡町立山岡西中学校と統合し、山岡町立山岡中学校の新設により廃校。